# مهمانی شرکت
مهمانی شرکت (سوئدی: Firmafesten) یک فیلم درام سوئدی به کارگردانی یان هالدوف است که در سال ۱۹۷۲ منتشر شد.

## بازیگران
- لائوریتس فالک
- برت-اوکه واری
- لارس آمبل
- نیلس هالبری
- لاسه بریهاگن
- استلان اسکاشگورد